# آناتومی افسردگی
آناتومی افسردگی اثری است از محمد طلوعی که در سال ١٣٩٥ منتشر و پس از سه ماه به چاپ دوم رسید. این کتاب، دومین رمان و چهارمین کتاب این نویسنده است.

## خلاصهٔ داستان
رمان آناتومی افسردگی سه داستان موازی و مستقل از هم را شامل می‌شود که به نوعی با یکدیگر در ارتباط هستند. پری آتش‌برآب، اسفندیار خاموشی و مهران جولایی سه شخصیت اصلی این رمان هستند که قرار است داستان‌های موازی شان با هم تلاقی کند. پری، دختری است که با انسان‌های دیگر رابطه‌ای ندارد. اسفندیار پیرمردی است که تازه به ایران برگشته و مهران هم جوان ثروتمندی است که راه خوشبختی را بلد نیست. «قطار سرگردان، درهای دریافت و آخرین پل»، عناوین سه فصل اصلی این رمان می‌باشند.

## نقدها
دربارهٔ این رمان نقدها و جلسات رونمایی متعددی با حضور نویسنده برگزار شده‌است که نشان از اهمیت این رمان در حوزه نشر را دارد. مصطفی جمشیدی در یادداشتی که در خبرگزاری مهر منتشر شد درباره این رمان می‌نویسد: «آناتومی افسردگی داستان خلود و جاودانگی نیست هر لحظه در رمان زمین زیر پای قهرمان‌های آن در حال ریزش است اما متأسفانه نمی‌ریزند همچون تلویزیون که گاه به سطح سازی مخاطب همت گماشته‌است.»
وی در این یادداشت تحت عنوان «آناتومی افسردگی یا آناتومی انزوا» یکی از نشانه‌های موفقی داستان را نگاه‌های سینمایی نویسنده می‌داند: «ظرفیت‌های رمان عظیم است اما در ادبیات معاصر ما کمتر آدم ریسک پذیر پیدا می‌شود. آناتومی افسردگی مثل اکثر کارهای نخبه یا بقولی روشنفکرانه! به سمت هدم ساختار میل کرده‌است که نگاه‌های سینمایی بخوانید وسترن آن را نجات داده‌است.»
مکان داستان در شهر تهران اتفاق می‌افتد از این رو نگاه نویسنده در تحلیل منتقد این چنین بازگو می‌شود: «رمان نو، مختص روزگار نو، آدمهای نو و کارکردهای روزآمد شده رفتارهای خرده بورژوازی طبقه مرفه متوسط شهری است. از این منظر آناتومی افسردگی بیشتر به آناتومی انزوا شبیه است در این بازار مکاره چون ایمان فروغی نگرفته لاجرم باید کمی آنارشیست مآب بود! و به انتحار دست داد. قرار و خانمان خیلی وقت است از جهان رخت بربسته زیرا خود چنین خواسته‌ایم.
رفتار طلوعی و کلا هژمونی رمان به لحاظ آکادمیک به ما این تعریف را یادآور می‌شود که رمان اساساً ساحت آدم سرگشته پشت ویترین چرخان خیابان است. این را فیلسوفی به اسم لوکاچ گفته‌است. در این رفتار، آدم سرگشته نظاره‌گرِ پشت ویترین چرخانِ منزوی، فقط سعی دارد احوالات نامنظم خودش را متمرکز کند اما این در نامنظم بودن و آنارشیست بودن در این تهران بی رحم راه به جایی نمی‌برد. اوج آن در صحنه ربودن موبایل مهران توسط فرد موتوری متجلی می‌شود.
در واقع شهر نمی‌تواند نفس بکشد زیرا قهرمان ما آدم فرو افتاده و منزوی است.»
حمید نورشمسی در مصاحبه ای با محمد طلوعی از وی درباره سه شخصیت افسرده کتاب می‌پرسد و طلوعی در جواب می‌گوید :بالاخره هر جور شخصیتی در هر جور داستانی در کانال‌های اجتماعی شدنش ظاهر می‌شود، خانواده و تحصیلات و شیوه‌های جامعه‌پذیر شدنش داستان را جهت می‌دهد. قطعاً نمی‌توانم از انتخابم احتراز کنم و بگویم اصلاً قصد جامعه نمایی با این شخصیت‌ها نداشتم اما قصد جامعه‌شناسی هم نداشتم که هر کدام را نماینده جوری از تفکر یا طبقه اجتماعی بگیرم، این‌ها آدمهایی بودند که به درد پیشبرد مضمون قصه من می‌خوردند.